# Saint-Bressou
Saint-Bressou é uma comuna francesa na região administrativa de Occitânia, no departamento de Lot. Estende-se por uma área de 10,03 km². Em 2010 a comuna tinha 122 habitantes (densidade: 12,2 hab./km²).